# Åhuskärr
Åhuskärr är en småort i Åhus distrikt i Kristianstads kommun i Skåne län, belägen vid länsväg 118 cirka 15 kilometer söder om Åhus. Orten avgränsades som småort av Statistiska centralbyrån för första gången 2010.

## Befolkningsutveckling
| Befolkningsutvecklingen i Åhuskärr 2010–2015 | Befolkningsutvecklingen i Åhuskärr 2010–2015 | Befolkningsutvecklingen i Åhuskärr 2010–2015 | Befolkningsutvecklingen i Åhuskärr 2010–2015 | Befolkningsutvecklingen i Åhuskärr 2010–2015 |
| -------------------------------------------- | -------------------------------------------- | -------------------------------------------- | -------------------------------------------- | -------------------------------------------- |
|                                              |                                              |                                              |                                              |                                              |
| År                                           |                                              |                                              | Folkmängd                                    | Areal (ha)                                   |
| 2010                                         | 2010                                         |                                              | 51                                           | 9#                                           |
| 2015                                         | 2015                                         |                                              | 62                                           | 24#                                          |
| Anm.: Ny småort 2010 # Som småort.           |                                              |                                              |                                              |                                              |